# 54983 Simone
54983 Simone este o planetă minoră (asteroid) din centura de asteroizi. A fost descoperită pe 16 august 2001 la osservatorio astronomico della Montagna Pistoiese⁠(d) de Maura Tombelli⁠(d). 
Obiectul prezintă o orbită caracterizată de o semiaxă mare de 2,5595292879724 UAi, o excentricitate de 0,15208641389289, o înclinație de 0,29263378669338 ° în raport cu ecliptica.